# Валовий внутрішній продукт
Валовий внутрішній продукт (ВВП) — один із найважливіших показників розвитку економіки, який висвітлює підсумок виробничої діяльності економічних одиниць-резидентів (людей) у галузі матеріального і нематеріального виробництв. Вимірюється вартістю товарів та послуг, виготовлених цими одиницями (людьми) для кінцевого використання. ВВП — сума валової доданої вартості (ВДВ) галузей, плюс чисті податки на продукти (ПДВ) (ЧПІ) не зараховані до неї:
ВВП = ∑ ВДВ + ПДВ, ЧПІ.
ВВП визначають, як суму первинних доходів, розподілених економічними одиницями-резидентами між виробниками товарів та послуг: оплата праці найманих працівників, чисті податки на виробництво та імпорт, валовий прибуток та валові змішані доходи. Використання ВВП — кінцеве споживання товарів та послуг, валове накопичення основного капіталу, зміна запасів матеріальних оборотних коштів, чисте надбання цінностей і сальдо експорту та імпорту товарів і послуг.
Крім підсумовування валової доданої вартості (виробничий метод), ВВП також розраховується як сукупність доходів домогосподарств (розподільчий метод) і як сума витрат усіх секторів економіки (метод кінцевого використання).
ВВП є головним показником у Системі національних рахунків (СНР).
ВВП країни може бути виражений як в національній валюті, і при необхідності довідково перерахований за біржовим курсом в іноземну валюту, так і може бути представлений за паритетом купівельної спроможності (ПКС) (для більш точних міжнародних порівнянь).

## Історія походження
Роботи з вимірювання об'єму національного виробництва почалися в 30-і роки XX століття економістом Саймоном Кузнецем в Департаменті Комерції США. Перші оцінки національного доходу зроблені Кузнецем в 1934 році. У цій роботі вперше з'явилися рахунки національного доходу і продукту. Кузнець перерахував рахунки національного доходу США до 1869 року. Вперше доповідь про національний дохід і виробництві за період 1929-1935 був представлений Конгресу США в 1937 році. До цього ніхто не мав детальних уявлень про економічну діяльність країни. Термін макроекономіка до 1939 року в пресі не вживався. У 1971 році Саймон Кузнець отримав Нобелівську премію.
До 1991 року базовим показником в макроекономічних дослідженнях був валовий національний продукт. ВВП став основним індикатором для сумісності з системою національних рахунків Організації Об'єднаних Націй.

## Особливості ВВП
ВВП є основним показником Системи націоінальних рахунків (СНР), інші показники СНР розраховуються на його основі.

### Вартісний показник
ВВП є вартісним показником, який розраховується у національних грошових одиницях.
Практикою, яка дозволяє здійснити більш точні міжкраїнові порівняння (див. Компаративна економіка), є підрахунок ВВП за паритетом купівельної спроможності (ВВП за ПКС), коли ціни створених продуктів переводяться у долари США.

### Ринкові ціни
ВВП є показником ринкової економіки — він розраховується у ринкових цінах, тобто у цінах, які склалися на момент оцінки.

### Врахування тільки кінцевого споживання
ВВП враховує тільки ринкову вартість кінцевих товарів і послуг, які були вироблені і продані за період підрахунку, зазвичай ВВП обраховують поквартально та щорічно.

#### Кінцеве та проміжне споживання, валова додана вартість
Кінцева продукція — продукція, призначена для кінцевого споживання, тобто для безпосереднього задоволення потреб споживача.
Проміжна продукція — продукція, яка призначена для подальшої переробки.
Одна й та сама продукція (товар) може бути як кінцевою, так і проміжною. Наприклад, заморожена піца, яка куплена споживачем у супермаркеті, є товаром кінцевого споживання, якщо вона куплена піцерією для швидкого приготування, то вона є проміжною продукцією.
Розмежування між кінцевою та проміжною продукцією (кінцевим та проміжним споживанням) дозволяє уникнути під час підрахунку ВВП багаторазового обліку вироблених товарів і послуг.
Різниця між кінцевим і проміжним споживанням є валовою доданою вартістю, яка і є знов створеною вартістю в економіці, з показника якої додаванням непрямих податків і отримується, власне, ВВП.

### Внутрішня основа ВВП
У назві ВВП міститься слово «внутрішній», що вказує на те, що підрахунок виробленої і проданої продукції відбувається на економічній території країни незалежно від того, на чиїх виробничих потужностях ця продукція вироблена. Тобто, ВВП враховує продукцію, вироблену компаніями-нерезидентами, але які працюють на території країни.
Показник «валовий національний дохід» враховує саме національну основу виробництва, за винятком виробництва і продажу іноземних фірм, але з додаванням випуску і продажу національних компаній, які працюють на економічних теренах інших країн.
Докладніше: Резидент

### Показник потоку
ВВП є потоковим показником, тобто вимірюється за певний проміжок часу. Як правило, підрахунок ВВП відбувається за квартал або рік.

## Методи розрахунку ВВП
Згідно Системи національних рахунків ВВП розраховують трьома методами:
1. За доданою вартістю (виробничий метод).
2. За доходами (розподілений метод).
3. За витратами (метод кінцевого використання).

Усі три методи розрахунку ґрунтуються на моделі економічного кругообігу, у якому всі витрати дорівнюють усім доходам.

## Методика розрахунку
ВВП — головний індикатор економічного розвитку і найповніший показник сумарного обсягу виробництва товарів та послуг за певний період. В Україні розрахунки ВВП здійснюють лише з середини 90-х із переходом від статистики Балансу народного господарства (БНГ) до прийнятої в усьому світі системи національних рахунків (СНР). На початку 1995 року, Міністерство статистики України завершило розробку національних рахунків України згідно з концепцією затвердженою ООН у 1993 році. 
На динаміку ВВП у поточних цінах впливають зміни його фізичного обсягу і цін на товари та послуги. Щоби позбутися впливу цін, ВВП, національний дохід розраховують у зіставних цінах. В такий спосіб нівелюється вплив інфляції. Переоцінку ВВП або внутрішнього доходу у зіставних цінах виконують для виробленого і використаного ВВП або внутрішнього доходу. Однак переоцінені у зіставних цінах ВВП і внутрішній дохід, обчислені виробничим методом і методом кінцевого використання, переважно не збігаються за величиною, оскільки перший показник виражається у цінах факторів виробництва, а другий — у ринкових цінах. Характеристикою динаміки виробленого ВВП є середньоарифметичний зважений індекс фізичного обсягу продукту. 
В деяких галузях існують специфічні особливості побудови цих індексів, що пов'язано як з характером продукції в натуральному вираженні, так із методами оцінки її в точних цінах.
Для лісового господарства і рибництва розраховують індекси (дефлятори) фізичного обсягу продукції за агрегатною формулою (вагова функція), де як ваги застосовують зіставні (базисні) ціни (P0), а як індексовані величини — кількість виробленої продукції в натуральному вираженні в базисному (q0) і звітному (q1) періодах:
{\displaystyle I_{q}={\frac {\sum q_{1}P_{0}}{\sum q_{0}P_{0}}}}.
В Україні в галузі сільського господарства існує практика прямого перерахунку вартості продукції окремих культур за цінами 1983 року. На рівні країн індивідуальні індекси обчислюють на основі даних про випуск окремих видів продукції в натуральному вираженні. Іноді з цією метою використовують дані про відвантаження і продаж продукції в натуральному вираженні, відпрацьовані людино-години, про закуплену та спожиту сировину тощо. В Україні Мінстатом відібрано 362 таких продукти — більше половини промислової продукції країни. При розрахунку індексів промислової продукції як ваги використовують додану вартість чи валову промислову продукцію (в Україні — товарну продукцію). Світові промислові індекси ООН розраховують трьома етапами:
1. На основі скоригованих національних індексів первинних галузей (згідно з міжнародною стандартною галузевою класифікацією ООН) обчислюють регіональні індекси промислової продукції.
2. Визначають зведені індекси за укрупненими галузевими групами й основними підрозділами добувної та обробної промисловості з виділенням важкої та легкої промисловості, а також виробництва електроенергії та газу.
3. Використовуючи обчислені вище індекси, розраховують зведені промислові індекси за континентами (Європа, Східна й Південно-Східна Азія, Північна Америка, Океанія, Африка і Середній Схід, а також світові індекси промислового виробництва.

Світові й національні індекси обчислюють переважно за місяць, квартал, рік. Найбільш інформативними вважають річні індекси. Тому місячні індекси коригують на квартальні, а квартальні — на річні.
У будівництві індекс фізичного обсягу обчислюють за агрегатною формою, де як ваги використовують одиницю доданої вартості. (кошторисні ціни) у базисному періоді. Індексованою величиною є окремі види продукції будівельної індустрії у базисному та звітному періодах (чи фізичні обсяги витрат окремих видів будівельних матеріалів). В Україні індексуються будівельно-монтажні роботи. Міжнародна статистика публікує лише національні індекси фізичного обсягу будівельного виробництва.
У роздрібній торгівлі розраховують так звані індекси дефлятованого товарообігу. Дефлювання здійснюють діленням роздрібного товарообігу в поточних цінах на індекси-дефлятори, якими здебільшого є індекси роздрібних цін. Міжнародна статистика оприлюднює лише національні індекси роздрібної та гуртової торгівлі.
На транспорті як індекси фізичного обсягу застосовують темпи зростання таких умовно-натуральних показників, як пасажиро-милі, тонно-милі перевезень корисних вантажів. Динаміка продукції зв'язку характеризується темпом зростання кількості переданих сполучень різних видів.
Індекси фізичного обсягу продукції галузей невиробничої сфери у міжнародній статистиці обчислюють дефлюванням номінальної заробітної плати на індекси роздрібних цін, одержуючи індекси динаміка показника реальної заробітної плати. Через це слід врахувати, що продуктивність праці робітників невиробничої сфери не змінюється за період, що вивчається. В Україні індекс фізичного обсягу продукції галузей невиробничої сфери розраховують за допомогою індексів динаміки кількості робітників.
У галузях, що надають платні послуги, у чисельному індексі фізичного обсягу продукції вказують їхню валову виручку. Інколи цей індекс обчислюють з урахуванням кількості наданих послуг на додану вартість у базисному періоді. За відсутності необхідних даних як показники динаміки продукції цих галузей використовують темпи зростання кількості зайнятих, кількості відправлених листів, ліжко-днів в лікарнях.

На динаміці вказано Валовий внутрішній продукт України. В 2008 році спостерігається пік у фактичних цінах, який складає 108,4, а за пріоритетом купівельної спроможності 337,7. ВВП 2000 р. у фактичних цінах складає 31,2 це найнижча позначка (дно) за період 1987—2010, також найнижча позначка спостерігається в 1998 р. за пріоритетом закупівельної спроможності 147,8.

У міжнародній статистиці показники динаміки використаного ВВП і національного доходу розраховують методом дефлювання. При цьому ВВП (або національний дохід) у поточних цінах ділять на загальний індекс-дефлятор, який визначається на основі офіційно опублікованих індексів цін. При розрахунку індексу-дефлятора як ваги застосовують складові ВВП базисного періоду. Так, у США як індекси-дефлятори використовують 15 індексів цін:
1. ВНП;
2. власних витрат на споживання;
3. товарів тривалого користування;
4. товарів короткочасного користування;
5. послуг;
6. валових приватних вітчизняних інвестицій;
7. нового будівництва;
8. житлового будівництва;
9. іншого будівництва;
10. засобів тривалого користування;
11. експорту товарів і послуг;
12. імпорту товарів і послуг;
13. державних закупівель товарів і послуг;
14. закупівель федерального уряду;
15. закупівель товарів і послуг штатами і муніципалітетами.

В Україні індекс-дефлятор розраховують діленням валового випуску в поточних цінах на валовий випуск у зіставних цінах. У міжнародній статистиці, крім цих індексів, обчислюють індекси цін-дефляторів ВВП за категоріями продажу і витрат, формами власності для окремих категорій товарів власного споживання, продукції сільського господарства та інше.

## Номінальний та реальний ВВП
Номінальний ВВП (ВВПн) — це загальний обсяг виробництва, який вимірюється в поточних цінах, тобто в цінах, що існують на момент виробництва. Номінальний ВВП = S piqi, де qi — обсяг виробництва і-го товару в поточному році, pi — ціна і-го товару в поточному році.
Реальний ВВП (ВВПр) — загальний обсяг виробництва, який вимірюється в постійних (незмінних, базових) цінах, (приймається за базу), тобто на величину цього показника впливає лише зміна обсягів виробництва. Рівень реального ВВП на душу населення в країні дозволяє робити зіставлення з іншими країнами та виявити, до якої категорії вони належать — до розвинених, чи таких, які розвиваються. Вищий реальний ВВП на душу населення є показником вищого рівня життя.

## ВВП за паритетом купівельної спроможності
ВВП за паритетом купівельної спроможності, ВВП за ПКС (англ. Purchasing power parity, PPP) є мірою випуску продукції на особу населення в доларах постійної купівельної спроможності, при цьому нівелюється вплив інфляційних процесів.

## Статистика
- Список країн за ВВП (номінал)
- Список країн за ВВП (ПКС)
- Список країн за ВВП (номінал) на душу населення
- Список країн за ВВП (ПКС) на душу населення

### Розміри ВВП у світі

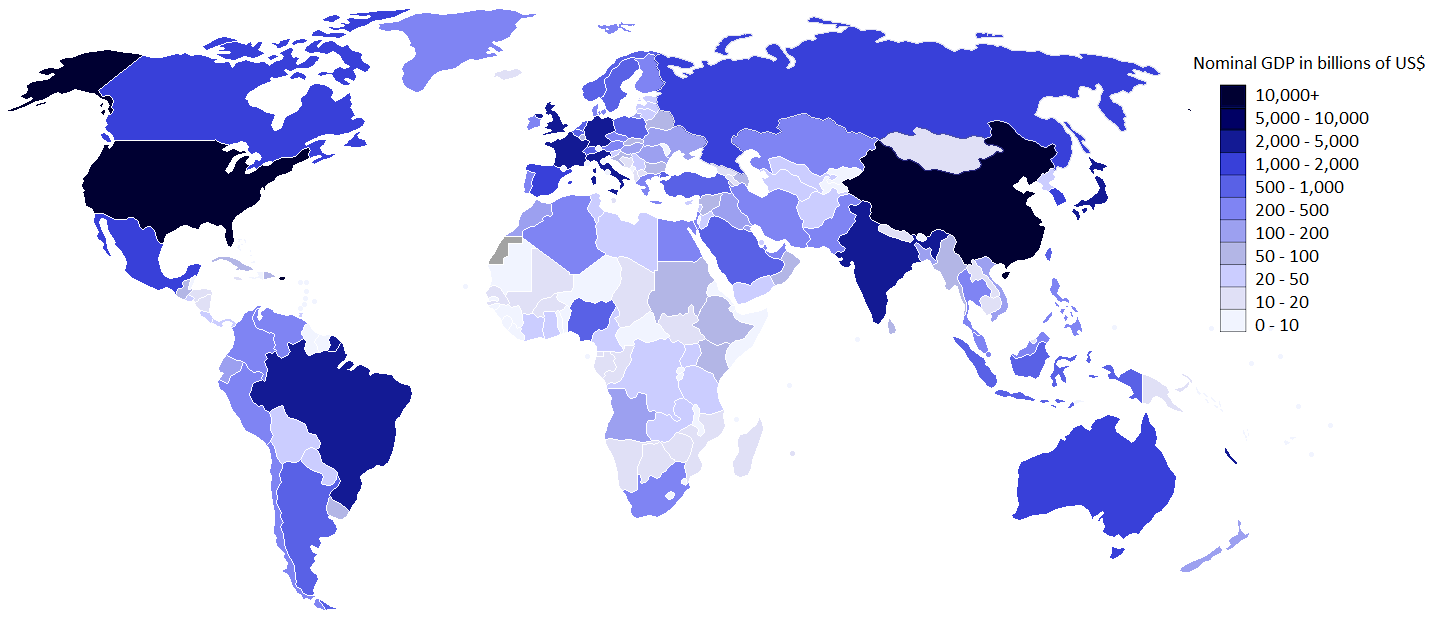
Розподіл країн за номінальним розміром ВВП

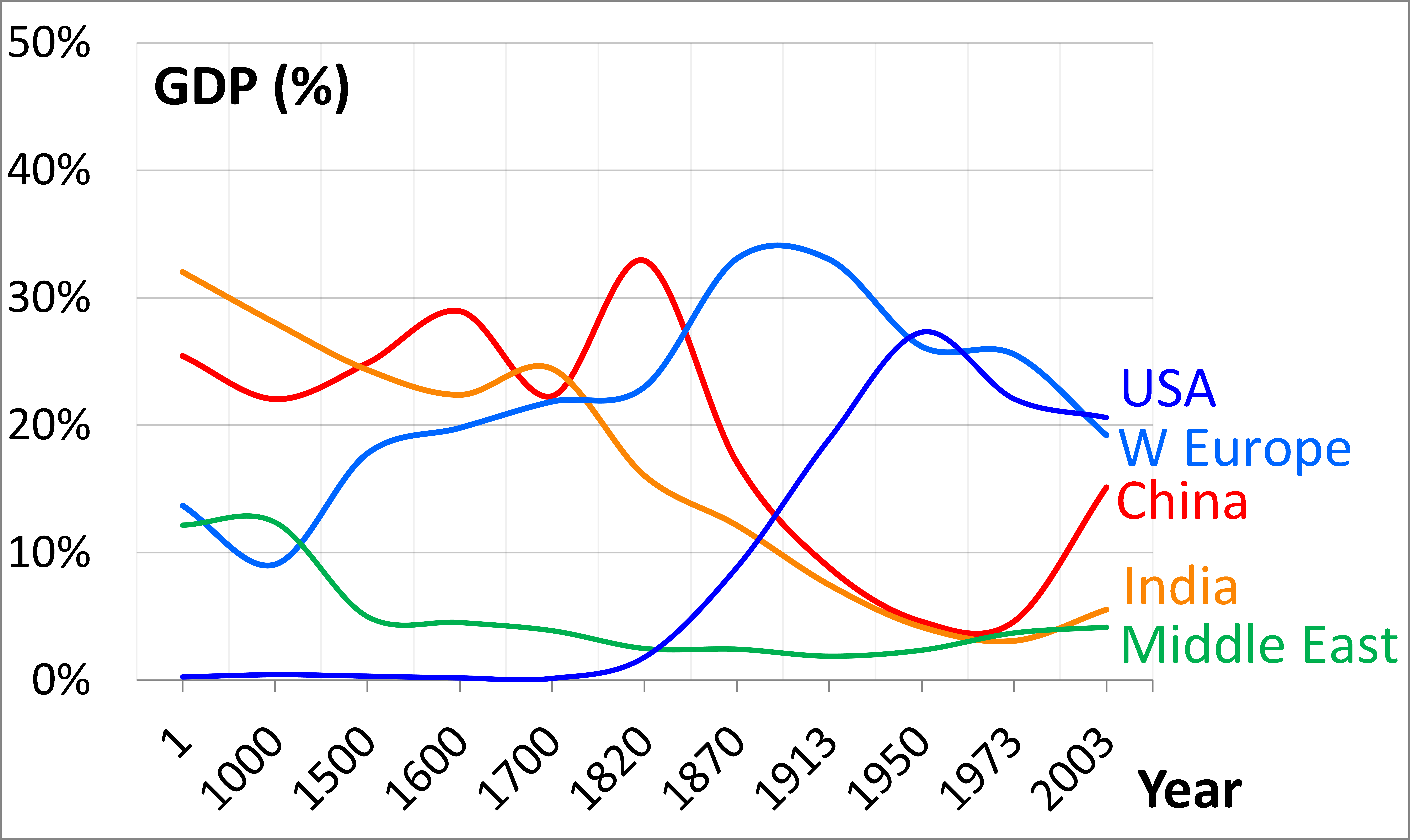
Оцінка найбільших економік світу (ВВП) від 1000 до 2003 року. На графіку зображено країни-лідери. Стрімкого розвитку економіки досягли США, піднесення спостерігалося в період 1870—1950. Китай в період 1000—1820 рр. мав досить розвинуту економіку, що не можна сказати про США у цей період. Пік графіка займає Західна Європа в 1913 р. Середній Схід тримає низький % розвитку цього періоду. В Індії спостерігається депресія від 1700—2000 рр.

### Валовий внутрішній продукт в Україні
| Роки | У фактичних цінах          | У фактичних цінах                                     | Індекси фізичного обсягу       | Індекси фізичного обсягу                              | Індекси фізичного обсягу   | Індекси-дефлятори              |
| Роки | валовий внутрішній продукт | валовий внутрішній продукт у розрахунку на одну особу | валовий внутрішній продукт     | валовий внутрішній продукт у розрахунку на одну особу | валовий внутрішній продукт | валовий внутрішній продукт     |
|      | млрд крб.                  | тис. крб.                                             | відсотків до попереднього року | відсотків до попереднього року                        | відсотків до 1990 р.       | відсотків до попереднього року |
| 1990 | 167                        | 3                                                     |                                |                                                       |                            |                                |
| 1991 | 299                        | 6                                                     | 91,3                           | 91,1                                                  | 91,3                       | 196,2                          |
| 1992 | 5033                       | 97                                                    | 90,1                           | 89,8                                                  | 82,3                       | 1866,0                         |
| 1993 | 148273                     | 2842                                                  | 85,8                           | 85,7                                                  | 70,6                       | 3435,4                         |
| 1994 | 1203769                    | 23184                                                 | 77,1                           | 77,4                                                  | 54,4                       | 1053,5                         |
| 1995 | 5451642                    | 105793                                                | 87,8                           | 88,5                                                  | 47,8                       | 515,5                          |
|      | млн грн.                   | грн.                                                  | відсотків до попереднього року | відсотків до попереднього року                        | відсотків до 1990 р.       | відсотків до попереднього року |
| 1996 | 81519                      | 1595                                                  | 90,0                           | 90,7                                                  | 43,0                       | 166,2                          |
| 1997 | 93365                      | 1842                                                  | 97,0                           | 97,8                                                  | 41,7                       | 118,1                          |
| 1998 | 102593                     | 2040                                                  | 98,1                           | 98,8                                                  | 40,9                       | 112,1                          |
| 1999 | 130442                     | 2614                                                  | 99,8                           | 100,6                                                 | 40,8                       | 127,3                          |
| 2000 | 170070                     | 3436                                                  | 105,9                          | 106,7                                                 | 43,2                       | 123,1                          |
| 2001 | 204190                     | 4195                                                  | 109,2                          | 111,1                                                 | 47,2                       | 109,9                          |
| 2002 | 225810                     | 4685                                                  | 105,2                          | 106,3                                                 | 49,7                       | 105,1                          |
| 2003 | 267344                     | 5591                                                  | 109,6                          | 110,5                                                 | 54,4                       | 108,0                          |
| 2004 | 345113                     | 7273                                                  | 112,1                          | 113,0                                                 | 61,0                       | 115,1                          |
| 2005 | 441452                     | 9372                                                  | 102,7                          | 103,5                                                 | 62,7                       | 124,5                          |
| 2006 | 544153                     | 11630                                                 | 107,3                          | 108,1                                                 | 67,3                       | 114,8                          |
| 2007 | 720731                     | 15496                                                 | 107,9                          | 108,6                                                 | 72,6                       | 122,7                          |
| 2008 | 948056                     | 20495                                                 | 102,3                          | 102,9                                                 | 74,2                       | 128,6                          |
| 2009 | 913345                     | 19832                                                 | 85,2                           | 85,6                                                  | 63,3                       | 113,0                          |
|      | млн грн.                   | грн.                                                  | відсотків до попереднього року | відсотків до попереднього року                        | відсотків до 2010 р.       | відсотків до попереднього року |
| 2010 | 1079346                    | 24789                                                 | 104,1                          | 104,5                                                 | 100,0                      | 113,7                          |
| 2011 | 1299991                    | 29980                                                 | 105,5                          | 105,9                                                 | 105,5                      | 114,2                          |
| 2012 | 1404669                    | 32480                                                 | 100,2                          | 100,5                                                 | 105,7                      | 107,8                          |
| 2013 | 1465198                    | 33965                                                 | 110,0                          | 100,2                                                 | 105,7                      | 104,3                          |
| 2014 | 1566728                    | 35834                                                 |                                |                                                       |                            |                                |
| 2015 | 1979458                    | 46210                                                 |                                |                                                       |                            |                                |

## Порівняння між країнами
Рівень ВВП в різних країнах може бути порівняний перераховуючи його значення у національній валюті згідно з:
- поточним курсом валюти на міжнародних валютних ринках
- обмінним курсом паритету купівельної спроможності (ПКС) кожної валюти щодо відібраного стандарту (звичайно долару США).

Відносне розташування країн може значно відрізнятися між двома підходами.
- Поточний метод обмінного курсу перераховує цінність товарів і послуг використовуючи міжнародний курс валюти. Цей метод краще відображає показники міжнародної купівельної спроможності країни і її відносної економічної сили. Наприклад, якщо 10 % з ВВП витрачається на закупівлю високотехнологічної іноземної зброї, кількість придбаної зброї повністю регулюється поточним курсом обміну, якщо зброя — виріб, що торгується на міжнародному ринку (немає ніякої значущої «місцевої» ціни, що відрізняється від міжнародної ціни на такі товари).
- Метод паритету купівельної спроможності відображає відносну ефективну місцеву купівельну спроможність середнього виробника або споживача в межах економіки країни. Цей метод є кращим індикатором стандартів менш розвинених країн, тому що він компенсує слабкість місцевої валюти на світових ринках. Метод ПКС перерахунків ВВП найзручніший для товарів для внутрішнього користування і послуг.

Звичайно метод паритету купівельної спроможності зменшує різницю у ВВП між високо і низько розвиненими країнами в порівнянні з методом поточного обмінного курсу, ця залежність відома як ефект Пенна.

## Критика методики підрахунку ВВП
Деякі економісти вказують на некоректність методики підрахунку ВВП, зокрема Мюррей Ротбард вказує не некоректність включення у нього державних витрат, які, власне, фінансуються з частини доданої вартості, яка примусово конфіскована до держбюджету шляхом оподаткування:
У комфортному, але примарному світі, створеному «статистикою ВВП», державні видатки на товари та послуги рахуються як доповнення до національного продукту. Насправді ж, оскільки надходження до уряду, на відміну від усіх інших інститутів, стягуються з платників податків примусово, а не сплачуються ними добровільно, набагато реалістичніше визначати всі державні видатки не як доповнення національного продукту, а як пограбування значної частини цього доходу. 